# Harald Klinckowström
Harald-Hugo Mauritz Axelsson Klinckowström, född 20 juni 1897 i Djursholm, död 1973, var en svensk friherre och målare. 
Han var son till zoologen Axel Klinckowström och Thyra Gyldén och från 1933 gift med Blanka Toepfer. Klinckowström studerade vid Althins målarskola 1909 och 1912-1914 samt för Gunnar Hallström och Carl Wilhelmson 1914-1915 därefter studerade han vid Edward Berggrens målarskola och några olika konstskolor i Paris och München. Separat ställde han ut på bland annat Konstnärshuset, Gummesons konsthall Galerie Moderne och på Lorensbergs konstsalong samt i ett 20-tal svenska städer. Han medverkade i ett flertal samlingsutställningar med Sveriges allmänna konstförening på Liljevalchs konsthall. Han var en flitig resenär och följde ofta med sin far under dennas forskarresor och var under längre perioder bosatt utomlands. Hans konst består av figurer, djurtavlor och landskap, skärgårdsmotiv och idylliskt betonade mariner i olja eller akvarell. Klinckowström är representerad vid Moderna museet, Göteborgs konstmuseum[källa behövs], Malmö museum, Norrköpings konstmuseum och Eskilstuna konstmuseum.